# Balboa (Risaralda)
Balboa – miasto w Kolumbii, w departamencie Risaralda.